# Fontaine Saint-Méen
La fontaine Saint-Méen est une fontaine située dans la commune de Le Saint, dans le Morbihan (France).

## Localisation
La fontaine est située au hameau de Saint-Méen, à environ 2,9 km à vol d'oiseau du centre-bourg du Saint.

## Historique
La fontaine est construite en 1615.
La fontaine constitue un site naturel classé par arrêté du 27 janvier 1934.